# Tamara (poema sinfónico)
Tamara es un poema sinfónico de Mili Balákirev, compuesto en 1882. La base fue la balada del mismo nombre de Mijaíl Lérmontov Tamara ("En el profundo barranco de Dariala..."), escrita por el poeta alrededor de 1837 inspirado por la antigua leyenda georgiana aparentemente escuchada en el Cáucaso como una representación fantástica de la reina Tamar de Georgia.
La idea original del poema se le ocurrió a Balakirev debido a la influencia de sus viajes al Cáucaso en 1862 y 1863. Según las memorias de N. A. Rimski-Kórsakov en el otoño de 1866, M. A. Balákirev «tocaba cada vez más a menudo temas para la fantasía orquestal "Tamara"». La grave crisis que golpeó al compositor a principios de la década de 1870 interrumpió su trabajo; no fue hasta 1876, ante la insistencia de la hermana de Glinka, Shestakova, que Balákirev reanudó la composición. El poema se completó en 1882 y se interpretó por primera vez el 7 (19) de marzo de 1882 en San Petersburgo, en un concierto de la Escuela Libre de Música bajo la dirección del compositor.
Se interpretó posteriormente dos veces en París, en los Conciertos Lamoureux. En 1884 fue publicado por el editor P. I. Jurgenson.

## Visión de conjunto
A modo de prólogo el poema sinfónico se inicia con el tema del majestuoso paisaje caucásico: sonidos lúgubres de los bajos contra el fondo del continuo murmullo de timbales en el desfiladero del valle de Daryal Terek rugiendo amenazadoramente. Entonces aparece la llamada de amor de la zarina Tamara presentada por el corno inglés que luego repite el oboe, que lleva al viajero al misterioso castillo. La parte principal del poema —Allegro moderato ma agitato— comienza con el tema apasionado de la sección de viola; luego la música se basa en los ritmos de las melodías orientales turco-iraníes, lo que lleva al oyente a la escena de la orgía, donde se escuchan los temas de las danzas caucásicas. La pintura llena de pasión termina con un epílogo —Andante— con música similar a la de la introducción.

## Serguéi Diáguilev
Serguéi Diáguilev, que conoció a Balákirev en 1893, en 1907 incluyó a Tamara en el repertorio de "conciertos históricos rusos" organizados por él en París, celebrados en el Theatre du Grand Opera y que atrajeron la atención de la comunidad musical francesa. La mayoría de las obras de música sinfónica y de ópera rusa presentadas en estos cinco conciertos fueron posteriormente trasladadas por Diáguilev al escenario del ballet. La partitura del poema se utilizó para la producción homónima (también conocida como Thamar) de las temporadas rusas (Ballets russes) en 1912. El libreto y el diseño fueron creados por Léo Bakst, coreografía de Michel Fokine. Los papeles principales fueron interpretados por Tamara Karsavina y Adolf Bolm, el estreno tuvo lugar en el Teatro del Châtelet de París el 20 de mayo de 1912.